# Route nationale 1 (Congo-Kinshasa)
Pour les articles homonymes, voir Route nationale 1.

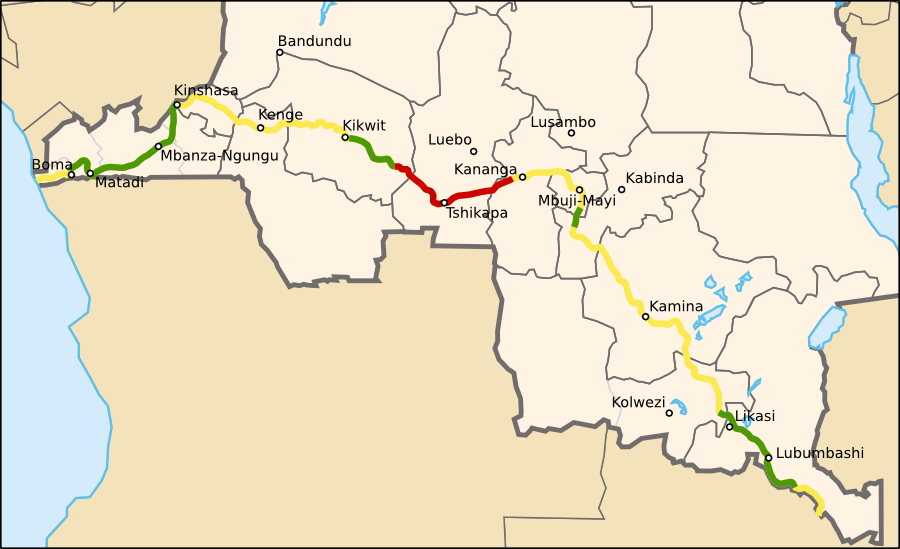
État de la route nationale 1 en 2006 (vert : praticable, jaune : mauvais état, rouge : impraticable

La route nationale 1 (RN1) est une route nationale de la république démocratique du Congo. Parcourant un total de 3 086,7 km, elle relie notamment Boma-Matadi–Kinshasa, et Kinshasa-Kenge-Tshikapa-Kananga-Mbujimayi–Likasi-Lubumbashi.

## Présentation
Les villes et localités principales traversées par la RN1 sont, d'Ouest en Est, Banana,  Moanda, Boma, Matadi, Mbanza-Ngungu, Madimba, Kinshasa, Kenge, Kikwit, Tshikapa, Bulunga, Kananga, Mbujimayi, Mwene-Ditu, Kamina, Bukama, Lubudi, Likasi, Lubumbashi et Sakania.
La route est recouverte d'asphalte entre Boma, Matadi et l'Est de la ville-province de Kinshasa, entre Kenge, Masi-Manimba et Kikwit, entre Mbuji-Mayi et Mwene-Ditu, et entre Likasi et le Sud de Lubumbashi.
La RN1 est connectée aux routes nationales : RN2, RN5, RN7, RN9, RN10, RN11, RN12, RN15, RN16, RN17, RN18, RN20, RN39, RN40, RN41 et RN42.
De Kinshasa, la portion de la RN1 se dirigeant vers l'ouest est généralement connue sous le nom de Route de Matadi, et vers l'est Route de Kenge. À Kinshasa même, elle correspond essentiellement au Boulevard Lumumba.

## Localités
| Localité          | Description                                   | Direction          |
| ----------------- | --------------------------------------------- | ------------------ |
| Banana            | Début de la route nationale 1                 |                    |
| Moanda            |                                               | Banana → Kinshasa  |
| Boma              |                                               |                    |
|                   | Départ de la route nationale 12               |                    |
| Kinzau-Vuete      | Départ des routes RP101 et RS103              |                    |
|                   | Pont Matadi                                   |                    |
| Matadi            |                                               |                    |
|                   | Pont Mpozo sur la rivière Mpozo               |                    |
| Kisonga           | Route vers le nord                            | → Lufu             |
| Songolo           | Départ de la route RN 15                      | → Angola           |
|                   | Départ de la route R111                       |                    |
| Kimpese           |                                               |                    |
| Lukala            |                                               |                    |
|                   | Départ de la route RP115                      | → Kwilu-Ngongo     |
| Mbanza-Ngungu     | Départ de la route RN 12                      | → Gombe-Matadi     |
| Kisantu           | Pont sur la rivière Inkisi                    |                    |
| Sortie de Kisantu | Départ de la route RN 16                      | RN 16 → Ngidinga   |
| Kasangulu         | Pont sur la rivière Lukaya                    | RS 119 → Sona-Bata |
| Matadi Kibala     | Route de Matadi X Avenue By Pass              |                    |
| Kinshasa          | Avenue de la Libération X Boulevard Triomphal |                    |

## Ponts majeurs
- Pont Matadi sur le fleuve Congo
- Pont Mpozo sur la Mpozo
- Pont du Cinquantenaire sur la Lwange

## Restrictions
Depuis septembre 2009, le gouvernement provincial du Bas-Congo interdit la circulation pendant la nuit des gros véhicules poids lourd sur la route nationale 1 afin de réduire la fréquence d’accidents.

## Parcours

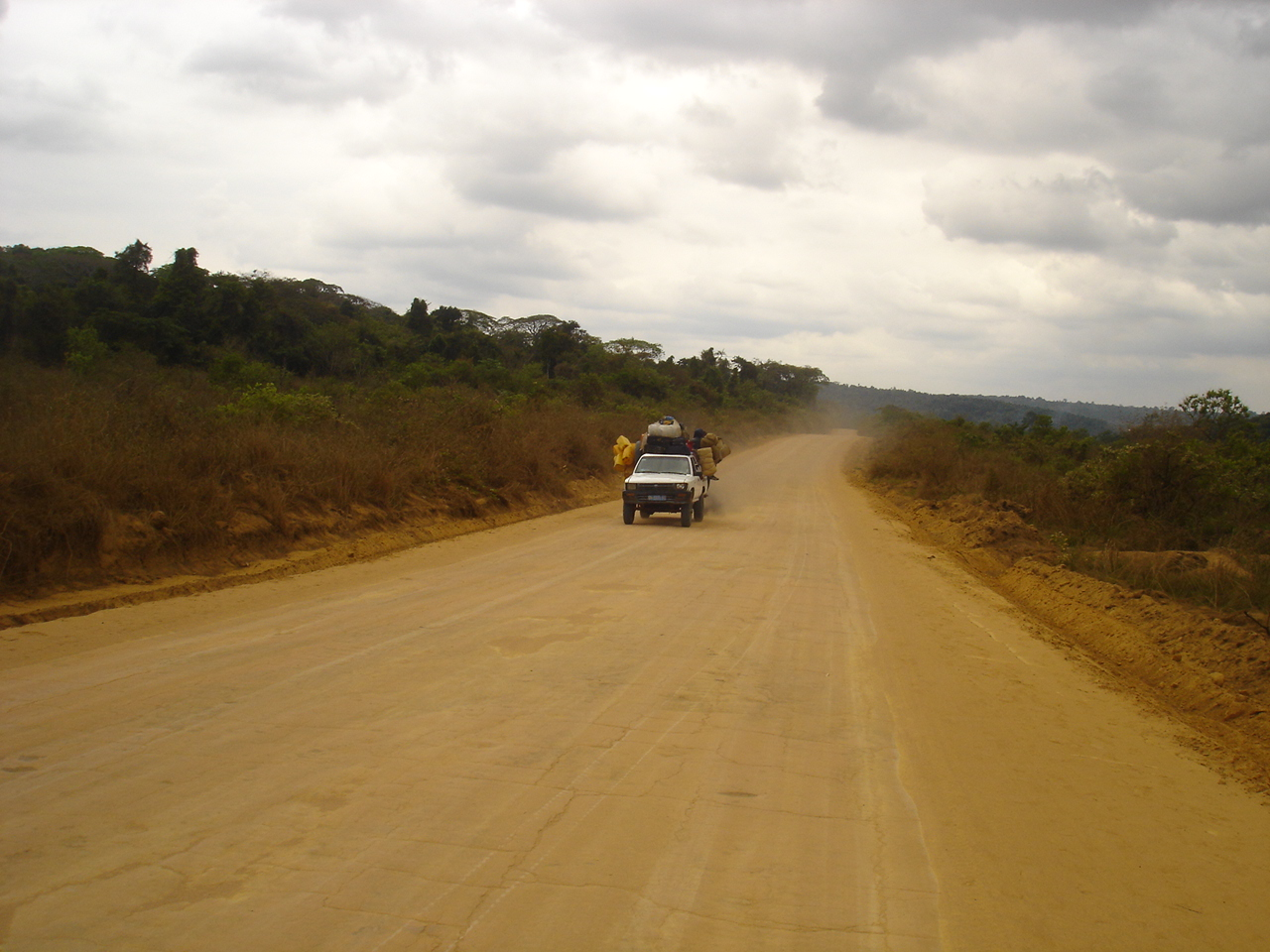
La RN1 entre Moanda et Boma, en 2009.

### Banana-Kinshasa
|  | Province      | Kilométrage | Localité          | Description                                   | Direction          |
|  | ------------- | ----------- | ----------------- | --------------------------------------------- | ------------------ |
|  | Kongo central | 0 km        | Banana            | Début de la route nationale 1                 |                    |
|  |               | 10 km       | Moanda            |                                               | Banana → Kinshasa  |
|  |               | 112 km      | Boma              |                                               |                    |
|  |               | 133 km      |                   | Départ de la route nationale 12               |                    |
|  |               | 175 km      | Kinzau-Vuete      | Départ des routes RP101 et RS103              |                    |
|  |               | 229 km      |                   | Pont Matadi                                   |                    |
|  |               | 232 km      | Matadi            |                                               |                    |
|  |               | 239 km      |                   | Pont Mpozo sur la rivière Mpozo               |                    |
|  |               | 295 km      | Kisonga           | Route vers le nord                            | → Lufu             |
|  |               | 315 km      | Songololo         | Départ de la route RN 15                      | → Angola           |
|  |               | 359 km      |                   | Départ de la route R111                       |                    |
|  |               | 367 km      | Kimpese           |                                               |                    |
|  |               | 379 km      | Lukala            |                                               |                    |
|  |               | 398 km      |                   | Départ de la route RP115                      | → Kwilu-Ngongo     |
|  |               | 432 km      | Mbanza-Ngungu     | Départ de la route RN 12                      | → Gombe-Matadi     |
|  |               | 460 km      | Kisantu           | Pont sur la rivière Inkisi                    |                    |
|  |               | 461 km      | Sortie de Kisantu | Départ de la route RN 16                      | RN 16 → Ngidinga   |
|  |               | 539 km      | Kasangulu         | Pont sur la rivière Lukaya                    | RS 119 → Sona-Bata |
|  | Kinshasa      | 561 km      | Matadi Kibala     | Route de Matadi X Avenue By Pass              |                    |
|  | Kinshasa      | 575 km      |                   | Avenue de la Libération X Boulevard Triomphal |                    |

## Télévision
Cette route, inachevée, a fait l'objet d'un documentaire d'une durée de 50 minutes diffusé sur France 5 le 2 juillet 2013 sous le titre : Les Routes de l'impossible, Congo, le salaire de la sueur Saison 2.